# 新潟飛行場道路

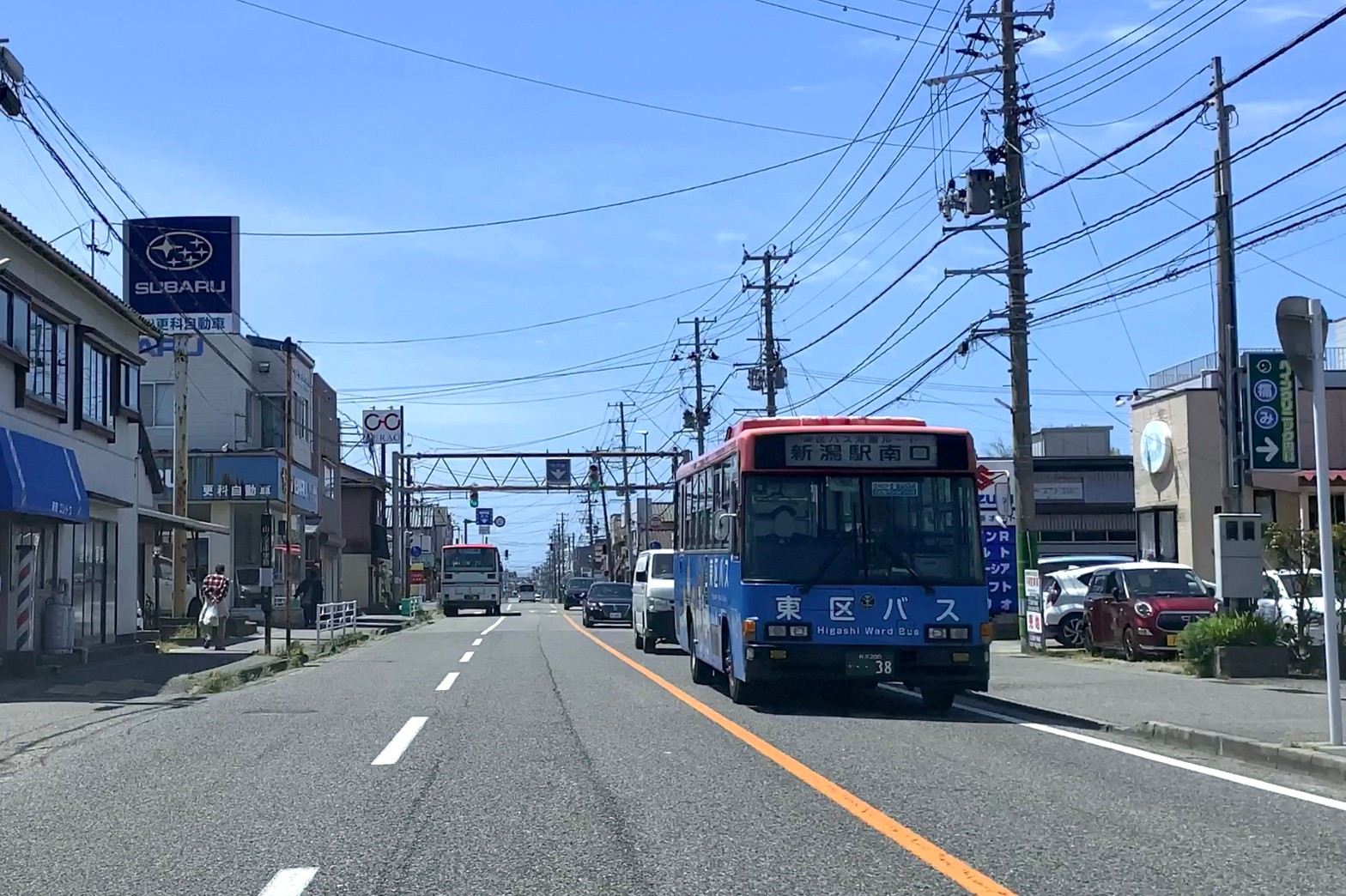
「山ノ下中学前」バス停付近。変則的な車線構成となっている（2020年5月）

新潟飛行場道路（にいがたひこうじょうどうろ）は、新潟県新潟市東区山の下町にある末広橋交差点から、同区河渡新町二丁目にある空港入口交差点に至る国道113号（国道345号重複）の一区間の名称。通称空港通り（くうこうどおり）。同区松浜町にある新潟空港への連絡道路として整備されたもので、広義では空港入口交差点以東の同区下山二丁目にある松浜橋交差点の区間（下山交差点以東は新潟県道17号新潟村松三川線）も含まれる。

## 概要
都市計画道路
- 名称：3.5.550 新潟飛行場線
- 都市計画決定：1927年（昭和2年）2月25日
- 延長：4.39km
- 起点：新潟県新潟市東区山の下町（末広橋交差点）
- 終点：新潟県新潟市東区河渡新町二丁目（空港入口交差点）

新潟市東区山の下町からほぼ東西に同区河渡新町（広義では下山の松浜橋西詰）まで繋がる道路の通称。名称が示す通り、昭和初期に市内中心部から新潟空港に至る連絡道路として整備されたものである。
ほぼ全線に亘って東行が1車線、西行が2車線となっている。
東区内には区域を東西に横断する幹線道路が複数あるが、国道113号はそのうち最も北側（日本海側）に位置している。内陸側には新潟市道山の下東港線、新潟県道3号新潟新発田村上線、新潟バイパスなどがあり、これらはいずれも新潟県道4号新潟港横越線（赤道）や新潟県道17号新潟村松三川線（新潟空港アクセス道路）など、区域南北を縦貫する幹線道路と接続している。
また現在は新潟空港のアクセス道路としてだけでなく、1960年代後半以降宅地開発が進んだ空港周辺の藤見・下山地区の生活道路となっており、さらに同市北区や聖籠町、新発田市へ至る幹線ルートでもあることから、市内中心部のベッドタウンであるこれら地域相互間を結ぶ幹線道路となっている。
現在は「飛行場」よりも「空港」という呼称が一般的になったこともあって、飛行場道路は「空港通り」と呼ばれるケースが多くなっている。沿線の店舗は「空港通店」（主に県内の企業）や「新潟空港通店」（主に全国的な企業）と称する店も多い。1980年代から90年代にかけてには県内外から多数の企業が出店し、旧市域の中でも特に大規模な商業地となっていたものの、商業地開発は近年、前述の山の下東港線や赤道沿線へシフトしつつあり、空港通り沿線での開発規模は次第に縮小しつつある。
なお、末広橋交差点の中央分離帯部には「新潟飛行場道路」の礎石が埋設されている。

## 主な接続道路
- 新潟市東区
  - （国道113号（末広橋交差点））
  - 新潟県道4号新潟港横越線＜赤道＞（平和町交差点）
  - 新潟港臨港道路入舟臨港線＜ポートコリドール＞（同） - 交差点から北へ約1.3km先より新潟みなとトンネルとなる。
  - 新潟県道4号新潟港横越線（浜谷町交差点）
  - 国道113号[1]＜新潟空港アクセス道路＞（下山交差点）
  - 新潟県道17号新潟村松三川線（松浜橋交差点）

松浜橋交差点から引き続き県道17号・聖籠町方面に至る

## 重複区間
- 新潟県道4号新潟港横越線（平和町交差点～浜谷町交差点）